# باول كولينز (كاتب أمريكي)
باول كولينز (بالإنجليزية: Paul Collins)‏ هو فنان إيقاعي وموسيقي وكاتب ومنتج أسطوانات أمريكي، ولد في 1954.

## وصلات خارجية
- باول كولينز على موقع ميوزك برينز (الإنجليزية)
- باول كولينز على موقع أول ميوزيك (الإنجليزية)
- باول كولينز على موقع ديسكوغز (الإنجليزية)